# Csiribí-csiribá
A Csiribí-csiribá (eredeti cím: Twitches) egy 2005-ös amerikai vígjáték, a Disney Channel eredeti filmje. A főszerepekben Tia Mowry és Tamera Mowry, akik a Sister, Sister című televíziós sorozattal váltak ismertté. Rendezte Stuart Gillard, írta Melissa Gould, Dan Berendsen, H.B. Gilmour és Randi Reisfeld.
Az Amerikai Egyesült Államokban 2005. október 14-én mutatták be, ami több mint 5 millió nézőt ültetett a képernyők elé. Magyarországi premierje 2007. január 11-én volt a HBO-n.

## Cselekmény
|  | Alább a cselekmény részletei következnek! |

A varázserővel már születésükkor rendelkező ikerpárt, Artemis és Apolla DuBaert védelmezőik, Karsh és Ileana, a szülőföldjükön dúló háború miatt szétválasztják és egy nem mágikus dimenzióba, a Földre viszik.
Az ikrek apja Aron, a varázsvilág királya minden varázserejét összeszedve védte a lányokat, mert öccse az ő trónjára pályázik. Az öccse elragadja magával az árnyak világába és fogságban tartja.
A védelmezők egy-egy kórházba viszik a lányokat, akik más nevelőszülőkhöz kerülnek. Artemist / Alexet egy középosztálybeli egyedülálló anya neveli fel, aki nemsokára meghal, így barátnőjéhez költözik. Apolla / Camryn pedig egy gazdag házaspárhoz kerül, akik elkényeztetik gyermeküket. Camryn egy Nap-amulettet visel, szeret rajzolni, képein tudtán kívül szülőföldjét, Coventry-t festi meg. Alex egy Hold-amulettet visel, ő egy igazi könyvmoly, írásaiban Coventry-ről szóló igaz történeteket ír le.
A lányok 21. születésnapjukon: Camryn barátnőjével, Beth-szel vásárolni indul, míg Aley munkát keres. Ekkor megjelennek védelmezőik és egy kis varázslat segítségével rádöbbentik őket hogy ikrek, majd később arra is, hogy varázserejük van. Alex elfut, Camryn pedig utána szalad és amikor megérintik egymást, a varázserő felszabadul. Ekkor Karsh és Ileana, akik elmondják nekik Coventry történetét, amelyet Alex már leírt a naplójában. Camryn nem akar részt venni Coventry helyreállításában, de Alex meggyőzi. A Twitches név az angol twins: ikrek és a witches: boszorkányok összevonásából ered.
|  | Itt a vége a cselekmény részletezésének! |

## Szereplők
| Szereplő                                        | Színész            | Magyar hang    |
| ----------------------------------------------- | ------------------ | -------------- |
| Alexandra Nicole "Alex" Fielding Artemis DuBaer | Tia Mowry          | Pikali Gerda   |
| Camryn Elizabeth "Cam" Barnes Apolla DuBaer     | Tamera Mowry       | Mezei Kitty    |
| Miranda DuBaer                                  | Kristen Wilson     | Spilák Klára   |
| Thantos DuBaer                                  | Patrick Fabian     | Rosta Sándor   |
| Ileana WarBurton                                | Jennifer Robertson | Orosz Helga    |
| Karsh WarBurton                                 | Pat Kelly          | Csőre Gábor    |
| Lucinda Carmelson                               | Jessica Greco      | Csondor Kata   |
| Beth Fish                                       | Jackie Rosenbaum   | Böhm Anita     |
| David Barnes                                    | Arnold Pinnock     | Varga Gábor    |
| Emily Barnes                                    | Karen Holness      | Kocsis Mariann |
| Nicole Carmelson                                | Jessica Feliz      | ?              |
| Aron DuBaer                                     | David Ingram       | Nem szólal meg |
| Házvezetőnő                                     | Kathryn Haggis     | Némedi Mari    |
| Eladónő                                         | Natalie Krill      | Törtei Tünde   |

## Filmzene
| Cím    | Írta                                      | Előadó   |
| ------ | ----------------------------------------- | -------- |
| "Rush" | Alyson Michalka Amanda Michalka C. Tornes | 78violet |

## A folytatás
A folytatás, a Csiribí-csiribá 2. (eredeti cím: Twitches Too), premierje 2007. október 12-én volt az Amerikai Egyesült Államokban, 2007. november 2-án az Egyesült Királyságban és 2007. október 26-án Kanadában.

## Érdekességek
- Tia és Tamera Mowry Kristen Wilson lányait játsszák a filmben, annak ellenére, hogy köztük valójában csak 9 év korkülönbség van.
- Amikor a két lány először találkozik egymással, az egy ruhaüzletben történik. A két lány pont úgy botlik egymásba, mint a Sister, Sister (1994) című film főszereplői.
- A karakterek neveiket görög istenekről és istennőkről kapták. Apolla neve Apollótól a görög napistentől, Artemisz nevét a Hold istennőjétől kapta, akik a mitológia szerint is testvérek. Thantos neve pedig a halál istenének, Thanatosznak a nevéből ered.

## Premierek
| Ország                    | Dátum                  |
| ------------------------- | ---------------------- |
| Amerikai Egyesült Államok | 2005. október 14.      |
| Japán                     | 2006. október 9.       |
| Magyarország              | 2007. január 11. (HBO) |
| Németország               | 2007. május 28.        |
| Ausztrália                | 2007. december 15.     |
| Hollandia                 | 2008. február 2.       |

## Fordítás
- Ez a szócikk részben vagy egészben  a   Twitches (film) című angol Wikipédia-szócikk fordításán alapul.  Az eredeti cikk szerkesztőit annak laptörténete sorolja fel. Ez a jelzés csupán a megfogalmazás eredetét és a szerzői jogokat jelzi, nem szolgál a cikkben szereplő információk forrásmegjelöléseként.